# Jacek Szopiński

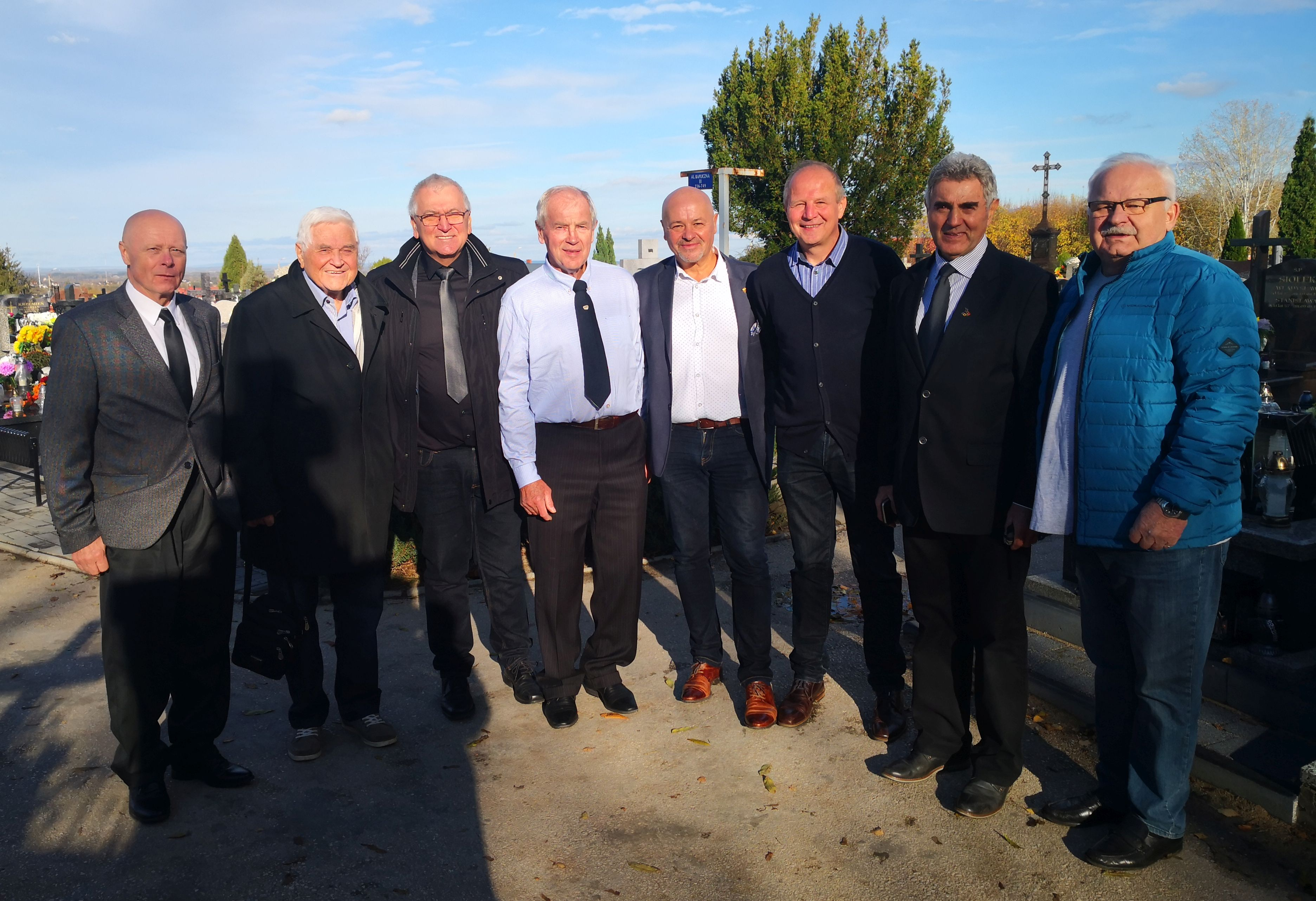
Marek Marcińczak, Leszek Lejczyk, Henryk Gruth, Mieczysław Jaskierski, Gabriel Samolej, Jacek Szopiński, Józef Batkiewicz i Mieczysław Nahuńko (w kolejności od lewej do prawej) uczestniczyli w ostatnim pożegnaniu hokeisty i trenera Jerzego Mruka na cmentarzu w Busku-Zdroju 4 listopada 2023 r.

Jacek Szopiński (ur. 5 stycznia 1964 w Nowym Targu) – polski hokeista, reprezentant Polski, olimpijczyk, trener.

## Kariera klubowa
- Podhale Nowy Targ (1982–1991)
- HC Morzine Avoriaz (1991–1993)
- Podhale Nowy Targ (1994–1996)
- GKS Katowice (1996–1997)
- Podhale Nowy Targ (1997–2001)

Jacek Szopiński karierę rozpoczął w 1982 roku w Podhalu Nowy Targ, w którym występował do 1991 roku i w tym okresie zdobył mistrzostwo Polski w sezonie 1986/1987, dwukrotnie zdobywał wicemistrzostwo Polski (1986, 1990) oraz czterokrotnie brązowy medal mistrzostw Polski (1984, 1985, 1989, 1991).
Następnym klubem w karierze Jacka Szopińskiego był klub ekstraklasy francuskiej – HC Morzine Avoriaz, w którym występował do 1993 roku. Potem w 1994 roku wrócił do Podhala Nowy Targ, z którym do 1996 roku trzykrotnie zdobywał mistrzostwo Polski (1994, 1995, 1996) oraz dwukrotnie był najlepszym strzelcem drużyny w ekstraklasie (1994/1995 - 28 goli, 1995/1996 - 29 goli).
W sezonie 1996/1997 reprezentował barwy KKH Katowice, z którym sięgnął po brązowy medal mistrzostw Polski, po czym wrócił do Podhala Nowy Targ, z którym dwukrotnie zdobywał wicemistrzostwo Polski (1998, 2000) oraz brązowy medal mistrzostw Polski (1999) oraz w którym po zakończeniu sezonu 2000/2001 w wieku 37 lat zakończył sportową karierę. Łącznie w ekstralidze polskiej rozegrał 619 meczów i strzelił 230 goli.

## Kariera reprezentacyjna
W latach 1984–1997 rozegrał 109 meczów w reprezentacji Polski, w których strzelił 16 bramek. Uczestniczył z reprezentacją Polski na zimowych igrzyskach olimpijskich 1988 w Calgary oraz w ośmiu turniejach o mistrzostwo świata: (1987, 1989, 1990, 1991 - awans do Grupy A, 1994, 1995, 1996, 1997). Podczas turnieju MŚ 1989 Grupy A, 25 kwietnia 1989 w meczu z USA strzelił gola na 1:0 w 11 min. spotkania (Polska przegrała 1:6).

## Kariera szkoleniowa
- Polska U-18 (2008), asystent selekcjonera
- Podhale Nowy Targ (2010-2012), główny trener
- Orlik Opole (2013-2016), główny trener
- Naprzód Janów (2016-2017), główny trener
- Orlik Opole (2017-2019), główny trener
- Reprezentacja Polski (2018-2019), asystent selekcjonera
- Naprzód Janów (2019-2020), główny trener
- MMKS Podhale Nowy Targ (2020-?), dyrektor sportowy
- KH Gazda Team Nowy Targ (2020-?), główny trener
- Cracovia (2024-), asystent trenera

Po zakończeniu kariery sportowej rozpoczął karierę trenerską. Od 2000 r. pracował z młodzieżą w Nowym Targu (w każdej kategorii wiekowej zdobywał mistrzostwo Polski). W 2008 był asystentem Mariusza Kiecy w reprezentacji Polski U-18 podczas mistrzostw świata U-18 Dywizji I 2008 w Polsce i na Łotwie (4. miejsce w Grupie A).
W latach 2010–2012 był trenerem Podhala Nowy Targ, kiedy klub - po wycofaniu się sponsora - zmagał się z poważnymi problemami finansowymi, zdołał wygrać baraż o awans do ekstraligi, a w sezonie 2010-11 zajął w niej 5. miejsce. W 2012 klub został zdegradowany z ekstraklasy.
W 2012 został przewodniczącym Komisji Młodzieżowej w PZHL oraz koordynatorem szkolenia w nowotarskim hokejowym liceum.
Od sierpnia 2013 trener Orlika Opole, z którym w sezonie 2013/2014 zajął 2. miejsce w I lidze, jednak Polski Związek Hokeja na Lodzie przyznał Orlikowi Opole licencję na grę w Polskiej Hokej Lidze i zespół pod wodzą trenera Jacka Szopińskiego z sukcesami występuje w rozgrywkach (2015 - 7. miejsce, 2016 - 8. miejsce). Odszedł z klubu po sezonie 2015/2016. Od końca sierpnia 2016 trener Naprzodu Janów. W maju 2017 został ponownie szkoleniowcem Orlika. 4 września 2018 został ogłoszony asystentem trenera reprezentacji Polski seniorów, jako szkoleniowiec zaangażowany w sztabie głównego trenera, Tomasza Valtonena. W tej funkcji uczestniczył w turnieju mistrzostw świata edycji 2019 (Dywizja IB). W maju 2019 został ogłoszony ponownie trenerem Naprzodu Janów.
Latem 2020 został dyrektorem sportowym MMKS Podhale Nowy Targ. Równolegle w sezonie II ligi edycji 2020/2021 jako trener prowadził zespół KH Gazda Team Nowy Targ.
W maju 2024 został asystentem trenera Cracovii, Marka Ziętary.

## Sukcesy

### Zawodnicze
Podhale Nowy Targ
- Mistrzostwo Polski: 1987, 1994, 1995, 1996
- Wicemistrzostwo Polski: 1986, 1990, 1998, 2000
- Brązowy medal mistrzostw Polski: 1984, 1985, 1989, 1991, 1999

GKS Katowice
- Brązowy medal mistrzostw Polski: 1997

Reprezentacyjne
- Awans do Grupy A mistrzostw świata: 1987, 1991

### Szkoleniowe
Podhale Nowy Targ
- 1. miejsce w barażu o awans do ekstraligi 2010
- 5. miejsce w ekstraklasie: 2011

Orlik Opole
- Wicemistrzostwo I ligi: 2014
- 7. miejsce w ekstraklasie: 2015